# Rip Rig & Panic
Rip Rig + Panic erano una band post-punk inglese fondata nel 1981, che si sciolse nel 1983.
Il loro nome era tratto dal titolo di un album jazz del 1965 di Roland Kirk. Erano formati da Neneh Cherry (voce), Sean Oliver (basso), Mark Springer (pianoforte, sax, voce), i due ex membri del Pop Group Gareth Sager (chitarra, sax, tastiere, voce) e Bruce Smith (batteria, percussioni). Altri musicisti aggiunti furono il sassofonista David Wright, la cantante Andrea Oliver, il trombettista David De Fries e la violista Sarah Sarhandi.
Il gruppo superava i canoni della tradizione post-punk mescolando elementi di avanguardia con il jazz e l'innovativo stile canoro soul/pop di Neneh Cherry. Il loro secondo album, "I Am Cold", comprende alcuni brani con il trombettista jazz Don Cherry, patrigno di Neneh.
Sono apparsi con Nico in una session su BBC radio. La band ha anche fatto un'apparizione in un episodio della sitcom britannica "The Young Ones" suonando uno dei loro singoli del 1982, "You're My Kind of Climate".
Rip Rig + Panic diventarono Float Up CP nel 1985, e produssero l'album "Kill Me in the Morning". La band si sciolse poco dopo.
Mark Springer ha continuato a registrare come solista e ha inciso un certo numero di CD. Sean Oliver morì nel 1990.

## Discografia

### Album in studio
- 1981: God
- 1982: I Am Cold
- 1983: Attitude

### Compilation
- 1990: Knee Deep in Hits

### Singoli
- 1981: "Go! Go! Go! This Is It" / "The Ultimate In Fun (Is Going To The Disco With My Baby)"
- 1981: "Bob Hope Takes Risks" / "Hey Mr E! A Gran Grin With A Shake Of Smile"
- 1982: "You're My Kind Of Climate" / "She Gets So Hungry At Night She Eats Her Jewellery"
- 1982: "Storm The Reality Asylum" / "Leave Your Spittle In The Pot" / "It's Always Tic For Tac You Foolish Brats"
- 1983: "Beat the Beast" / "1619, A Dutch Vessel Docked In The USA With 20 Humans For Sale"
- 1983: "Do The Tightrope" / "Blip This Jig It's Shamanic" / "Do The Tightrope (instrumental)"